# Gaetano Trigona e Parisi
Gaetano Trigona e Parisi (Piazza Armerina, 2 de junho de 1767 - Palermo, 5 de julho de 1837) foi um cardeal italiano.

## Biografia
Nasceu em Piazza Armerina em 2 de junho de 1767. De uma família da alta nobreza baronial. Filho de Stefano Trigona (ca.1730-84), barão de Sant'Andrea, e Marianna Parisi. Parente de Filippo Maria Trigona (1735-1824), arcebispo de Siracusa (1807-1814). Batizado no mesmo dia na catedral da Piazza Armerina com os nomes Gaetano Maria Giuseppe Benedetto Placido Vincenzo e Francesco di Paola.
Estudou na Piazza Armerina.
18 de junho de 1791. Decano da quarta dignidade do Collegio San Giuliano , Palermo, 14 de agosto de 1817. Vigário apostólico da catedral da Piazza Armerina. Apresentado à Sé de Caltaginore pelo rei das Duas Sicílias, Fernando I, em 18 de junho de 1818.
Eleito bispo de Caltaginore, Sicília, em 21 de dezembro de 1818. Consagrado, em 24 de janeiro de 1819, na catedral de Monreale, por Domenico Benedetto Balsamo, OSB, arcebispo de Monreale. Promovido à sé metropolitana de Palermo em 15 de abril de 1833.
Criado cardeal sacerdote no consistório de 23 de junho de 1834; morreu antes de receber o chapéu vermelho e o título.
Morreu em Palermo em 5 de julho de 1837, da peste. Sepultado no convento franciscano de Baida, Palermo 